# Neko Majin
Neko Majin (ネコマジン, Neko Majin) est un manga d'Akira Toriyama. Il a été prépublié dans le Weekly Shōnen Jump puis le Monthly Shōnen Jump entre avril 1999 et février 2005. Il a été compilé en un tome, sorti en 2005 au Japon chez l'éditeur Shūeisha et en 2006 en France chez Glénat.

## Synopsis
Les Neko Majin sont des créatures magiques ressemblant à des chats qui aiment faire des blagues et pratiquer les arts martiaux. Les chapitres intitulés Neko Majin Z mettent en scène un Neko Majin disciple de Son Goku qui est confronté à des ennemis connu des lecteurs de Dragon Ball : des Saïyens, dont Vegeta, Krizer, le fils de Freezer, et Boo. Au fil de l'histoire, le Neko Majin apprend à se transformer en Super Saïyen (sans en être un) et finit par se mesurer à Son Goku pour une conclusion inattendue.
La série Neko Majin est une histoire à caractère purement parodique visant probablement à détruire l'aura de sérieux qui a fini par entourer la série Dragon Ball. Akira Toriyama montre par son autodérision quel était au départ son projet avec la série Dragon Ball qui s'inspirait d'un roman chinois non moins loufoque et burlesque : Le Voyage en Occident (Xiyouji).

## Publication
Les huit chapitres du manga ont d'abord été prépubliés dans le magazine Weekly Shōnen Jump et Monthly Shōnen Jump au Japon. Le manga regroupant les huit chapitres a ensuite été publié au Japon en 2005 par Shūeisha et en France par Glénat en 2006.

## Liste des chapitres
- Neko Majin est avec nous (ネコマジンがいる, Neko Majin ga iru?), avril 1999, Weekly Shōnen Jump.
- Neko Majin est avec nous 2 (?), août 1999, Weekly Shōnen Jump.
- Neko Majin, le chat miké (ネコマジンみけ?), août 2003, Weekly Shōnen Jump.
- Neko Majin Z (ネコマジン Z?), juin 2001, Monthly Shōnen Jump.
- Neko Majin Z 2 (?), août 2003, Monthly Shōnen Jump.
- Neko Majin Z 3 (?), février 2004, Monthly Shōnen Jump.
- Neko Majin Z 4 (?), janvier 2005, Monthly Shōnen Jump.
- Neko Majin Z 5 (?), février 2005, Monthly Shōnen Jump.